# Göran Wahlenberg
Göran Wahlenberg (Kroppa, 1º ottobre 1780 – Uppsala, 22 marzo 1851) è stato un botanico e micologo svedese.

## Biografia
Wahlenberg si iscrisse all'Università di Uppsala nel 1792, ricevette il dottorato in medicina nel 1806 e divenne professore di medicina e botanica nel 1829.
Il lavoro principale di Wahlenberg fu nel campo della geografia delle piante e pubblicò, tra le altre cose, il Flora lapponica (1812) e altri lavori riguardanti la flora della Svezia settentrionale. Fu uno tra i primi maggiori scolari a contribuire alla tassonomia e alla geografia dei Monti Tatra durante la Monarchia asburgica, dove portò avanti la ricerca nel 1813 (inoltre egli determinò l'altitudine di queste montagne, ma venne smentito successivamente da Ludwig Greiner). Due tra le più alte montagne delle Tatra, ora situate in Slovacchia, si chiamano Vyšné Wahlenbergovo pleso (altezza 2.157 m) e Nižné Wahlenbergovo pleso (2.053 m) in sua memoria.
Wahlenberg fu nominato membro dell'Accademia Reale Svedese delle Scienze nel 1808. Il fiore Wahlenbergia fu nominato dopo la sua morte. La nomenclatura standard Wahlenb. è applicata alle specie descritte da lui.
Morì a Uppsala.